# Arthur Ochs Sulzberger
Pour les articles homonymes, voir Sulzberger.
Arthur Ochs « Punch » Sulzberger, né le 5 février 1926 et mort le 29 septembre 2012 à Southampton (New York), a été pendant trente ans (depuis 1963) le directeur de la publication du journal américain The New York Times. Depuis 1992, son fils Arthur Ochs Sulzberger, Jr. lui a succédé.

## Biographie
Né à New York le 5 février 1926, il est le fils d’Arthur Hays Sulzberger (1891-1968) et d'Iphigene Bertha Ochs, la fille d'Adolph Ochs, qui avait racheté le journal en 1896, à une époque où celui-ci n'avait qu'un tirage de 9 000 exemplaires.
Diplômé du Loomis Institute, il a étudié en histoire et en anglais à l’université Columbia puis servit de 1944 à 1946, dans le corps de l’infanterie de Marine, étant rappelé par la suite pour la guerre de Corée dans les années 1950.
Il devient éditeur du The New York Times en 1963, à la mort d’Orvil Dryfoos.  Peu de temps après, le quotidien a gagné le prix Pulitzer en 1972 pour ses reportages sur l’affaire des Pentagon Papers.
Les héritiers d'Adolph Ochs et Arthur Hays Sulzberger (1891-1968) ont conservé le contrôle du New York Times  via le trust familial Ochs-Sulzberger, qui contrôle 98 % des actions de classe B, les seules à être détentrices d'un droit de vote. La grande majorité des autres actionnaires détiennent des actions de classe A, partiellement dépourvues de droit de vote, et assorties en compensation d'autres privilèges sur le plan purement financier.
Pour « empêcher les divisions internes et les prises de pouvoir externes », le système mis en place prévoit qu'au moins six des huit administrateurs doivent leur donner leur accord avant toute modification des statuts du journal.
Il meurt le 29 septembre 2012 à Southampton à l'âge de 86 ans après une longue maladie.